# Clownronden
Clownronden är en svensk ideell förening bildad 2001 och med säte i Malmö som framför allt bedriver en sjukhusclownverksamhet.

## Historia
Clownrondens historia börjar i projektet Clowner i vården (CLIV) som initierades 1997 av bland andra den professionella clownen Viveka Olofsson som under några år hade verkat som sjukhusclown  på Östra sjukhuset, Göteborg. Projektet hade två professionella Clowner anställda. Där CLIV avslutades tog sedermera ett projekt av Doulos kulturförening i Malmö vid hösten 2000 under namnet Clownronden.
Namnet Clownronden blev sedan det namn som den självständiga ideella föreningen tog då den bildades 2001.

## Organisation
Den ideella föreningen Clownronden har sitt säte i Malmö. Föreningen verkar dock i hela Region Skåne.
Föreningens finansiering bestod 2024 framför allt av medel från det offentliga som de får i form av bidrag från regionens förvaltningar. Därutöver finansieras verksamhet genom anslag från stiftelser och donationer från näringsliv och privatpersoner. Föreningens omslutning var cirka 5,75 miljoner kronor 2023.
Föreningens hade 2023 sex tillsvidareanställda sjukhusclowner, två andra tillsvidareanställda samt fem vikarierande sjukhusclowner.

## Verksamhet
Clownrondens verksamhet består i att med specialutbildade sjukhusclowner möta flera tusen sjuka barn och unga med familjer på sjukhus i Region Skåne varje år. De besöker även barn och barnfamiljer med avancerad sjukvård i hemmet.
Utöver att hjälpa barn och unga inom sjukvården besöker föreningens sjukhusclowner även äldre inom demensvården och äldreomsorgen.

### Sjukhusclowner
Tillsvidareanställda clowner (2023):
- Eva Westerling
- Jens Molander
- Jerker Heijkenskjöld
- Karin Ringnér
- Kristin Kjernli
- Telonius Puktörne

## Utmärkelser
- 2015 – Kulturpaletten, utdelad av Region Skåne.[8]